# Hughesův–Stovinův syndrom
Hughesův–Stovinův syndrom je vzácné onemocnění neznámého původu, které je charakterizováno kombinací mnohočetných aneurysmat plicních arterií a hlubokou žilní trombózou. Poprvé bylo popsáno roku 1959 britskými lékaři Johnem P. Hughesem a Peterem G. I. Stovinem, po nichž je pojmenováno. Syndrom je považován za vzácnou variantu Behçetovy nemoci a postihuje především muže ve věku 12–40 let. Mezi běžné klinické příznaky patří hemoptýza, kašel, bolest na hrudi, známky plicní hypertenze a z dalších uváděných též horečka či zvýšená nitrolební hypertenze. Radiologické nálezy jsou podobné nálezům u Behçetovy nemoci. Etiologie onemocnění je neznámá.
Klinický projev syndromu se skládá ze tří fází: „první fáze zahrnuje tromboflebitidu, v druhé fázi dochází k formování a zvětšování plicních aneurysmat a ve třetí fázi k ruptuře aneurysmatu, která způsobí masivní hemoptýzu a smrt.“